# 卯都乡
卯都乡，是中华人民共和国内蒙古自治区乌兰察布市商都县下辖的一个乡镇级行政单位。

## 行政区划
卯都乡下辖以下地区：
卯都村、二道渠村、十二顷村、泉子沟村、西水泉村、新胜村、清水沟村、清水泉村、团结村、卯都房村、新围子村、三面井民主村和新井子村。